# Scytinostroma jacksonii
Scytinostroma jacksonii är en svampart som beskrevs av Boidin 1981. Scytinostroma jacksonii ingår i släktet Scytinostroma och familjen Lachnocladiaceae.   Inga underarter finns listade i Catalogue of Life.